# D. H. Peligro
D. H. Peligro (peligro signifiant « danger » en espagnol), nom de scène de Darren Henley, né le 9 juillet 1959 à Saint-Louis dans le Missouri et mort le 28 octobre 2022 à Los Angeles en Californie, est un musicien américain.
Il est le batteur du groupe de punk Dead Kennedys de février 1981 jusqu'à leur séparation en décembre 1986.

## Biographie
En 2001, D. H. Peligro a reconstitué le groupe avec les anciens membres à l'exception de Jello Biafra, ancien leader et auteur du groupe. Il joue sur les albums Plastic Surgery Disasters, Frankenchrist et Bedtime for Democracy. On peut également l'entendre sur la compilation Give Me Convenience or Give Me Death.
Il a brièvement joué pour les Red Hot Chili Peppers, Nailbomb, Feederz et SSI.
Il a formé son propre groupe Peligro avec qui il a sorti trois albums. Le jeu de D. H. Peligro est une combinaison de punk, reggae, funk, mais surtout de metal. Il a récemment sorti une version punk du titre Purple Haze de Jimi Hendrix.
D. H. Peligro a, en outre, connu de lourds problèmes de drogues.
Le 28 octobre 2022, il meurt à son domicile de Los Angeles d'un traumatisme crânien provoqué par une chute accidentelle.

## Discographie
- Dead Kennedys - Plastic Surgery Disasters (1982)
- The Feederz - Ever Feel Like Killing Your Boss? (1983)
- Dead Kennedys - Frankenchrist (1985)
- Dead Kennedys - Bedtime for Democracy (1986)
- Nailbomb - Proud to Commit Commercial Suicide (1995, sur les pistes 7-9)
- Peligro - Peligro (1995)
- Peligro - Welcome to America (2000)
- Peligro - Sum Of Our Surroundings (2004)